# Iolaus sciophilus
Iolaus sciophilus är en fjärilsart som beskrevs av Schultze 1915. Iolaus sciophilus ingår i släktet Iolaus och familjen juvelvingar. IUCN kategoriserar arten globalt som livskraftig. Inga underarter finns listade i Catalogue of Life.